# Himmel
Himlen bliver ofte defineret som det sted en person ser, når vedkommende ser op fra jorden (med himmellegemer som f.eks.: Solen, månen og stjernerne – og skyer). 
Selvom næsten alle har set himlen, er den svær at definere præcist. Begrebet himmel, som det anvendes her på jorden, kan generaliseres til at betyde hemisfæren over horisonten, eller over den synlige overflade af planeten og objekter der ligger på den.
Himlen bliver også nogle gange defineret som planetens tættere del af gaszonen – atmosfæren.